# Романика
Романика или романско изкуство е направление в изкуството, причисляващо се към западноевропейската средновековна култура. Романското изкуство започва своето развитие в началото на 11-и и продължава до края на 12 век, когато постепенно преминава в готика. За начало на развитието се приема 1000 г. – непосредствено след затихването на непрестанните набези на различни племена, културата на които дава голямо отражение върху романския стил.

## Етимология
Наименованието романика е въведено около 1820 г. от френски учени за обозначаване на архитектурния стил на сгради с кръгли дъги. Понятието е избрано да указва сходството с римската архитектура (по името на Рим, на латински Roma), от която са възприети като архитектурни елементи кръглите дъги, подпори, колони и арки.

## Архитектура
Романската архитектура се изразява предимно в църковното строителство. Характерно за стила са ясните и прости обеми, в началото почти без никакви декоративни елементи. Строителният материал е камък. Типични за романското строително изкуство архитектурни елементи са кръглите дъги, дебелите прилични на укрепление стени с малки прозорци, както и кубичните капители на колоните. В ранния романски период се строят плоски касетъчни покриви, а по-късно куполи с кръстовидно разположени ребра. Църквите в романски стил се характеризират с въвеждането на заоблени тавани, покриващи големи пространства. Характерни за храмовете от периода са стенописите, малко от които (с изключение на тези от Каталуния) са се запазили до днес.
Като основа на структурата на романския храм се взима формата на базиликата – 3 (рядко и 5) кораба, един напречен кораб (трансепт) и апсида. Присъстват единствено полукръгли сводове и колони, почти изчистени от канелюри. Много характерно нововъведение за стила са двете кули, изграждани при апсидата. С развитието на романската архитектура започва да се оформя розетния прозорец, фасадите започват да стават все по-пищни, но въпреки това до настъпването на готиката се запазва ясно очертаният обем. В края на 12 век се очертава тенденцията към постепенно заостряне на арките и сводовете.
Романската конструкция на централния кораб – наоса, е много интересна и претърпява сложна еволюция. Стените му обикновено се състоят от няколко нива – колонада, отворена към страничния кораб, а над нея – ред от прозорци, откъдето прониква светлината. При по-големите катедрали често между двата реда се разполага галерия (triforium). Първоначално таванът е плосък като в раннохристиянските базилики, а след това е заменен от полуцилиндричен свод (Клюни ІІ). Това нововъведение води до удебеляване на масивните външни стени на храма, за да може той да издържи на пораждащите се мощни сили на разпор.

## Скулптура
Основната форма за романското скулптурното изкуство е релефът. До голяма степен той остава скрит за човешкото око, тъй като се развива основно в капителите на колоните. Релефите пресъздават старозаветни или новозаветни сцени през светски поглед – включени са множество елементи от бита и ежедневието на средновековния човек.
Кръглата пластика е представена с дървени скулптури на светци, поставяни във вътрешността на храма. За пръв път се появява сюжетът Пиета – мъртвият Христос в скута на оплакващата го Дева Мария.

## Изобразително изкуство
Представители на романското изобразителното изкуство са художниците от Лукано-пизанската школа, оставили изписани църковни олтари, фрески, кръстове и миниатюри в илюстровани ръкописи. Отличителна черта са ярките багри и динамиката в изображенията.
Друг известен образец на романското изкуство е гобленът от Байо.